# Чижув (Келецький повіт)
Чижув (пол. Czyżów) — село в Польщі, у гміні Лаґув Келецького повіту Свентокшиського воєводства.
Населення — 358 осіб (2011).
У 1975-1998 роках село належало до Келецького воєводства.

## Демографія
Демографічна структура на день 31 березня 2011 року:
|          | Загалом | Допрацездатний вік | Працездатний вік | Постпрацездатний вік |
| -------- | ------- | ------------------ | ---------------- | -------------------- |
| Чоловіки | 186     | 43                 | 123              | 20                   |
| Жінки    | 172     | 41                 | 90               | 41                   |
| Разом    | 358     | 84                 | 213              | 61                   |